# Bahnhof Minami-Senju
Der Bahnhof Minami-Senju (jap. 南千住駅, Minami-Senju-eki) befindet sich im Stadtteil Minami-Senju des Bezirks Arakawa in Tokio.

## Linien
Minami-Senju wird von den folgenden Linien bedient:
- JR Higashi-Nihon (engl. JR East): Jōban-Linie
- Tōkyō Metro: Hibiya-Linie
- Shutoken Shin Toshi Tetsudō (engl. MIR): Tsukuba Express

## Geschichte
Am 25. Dezember 1896 wurde der 1906 verstaatlichte, heutige JR-Bahnhof von der Nippon Tetsudō (engl. Nippon Railway, engl. wörtl. Japan Railway) mit der Jōban-Linie eröffnet. Am 28. März 1961 folgte der Bahnhof an der Hibiya-Linie und am 24. August 2005 der Tsukuba-Express-Bahnhof.

## Umgebung
Östlich des Bahnhofs Minami-Senju befindet sich der an die Jōban-Linie angeschlossene (Güter-)Bahnhof Sumidagawa von JR Higashi-Nihon und JR Kamotsu (engl. JR Freight).